# Rask Mølle
Rask Mølle – miasto w Danii, w regionie Jutlandia Środkowa, w gminie Hedensted.